# بو تاوشى

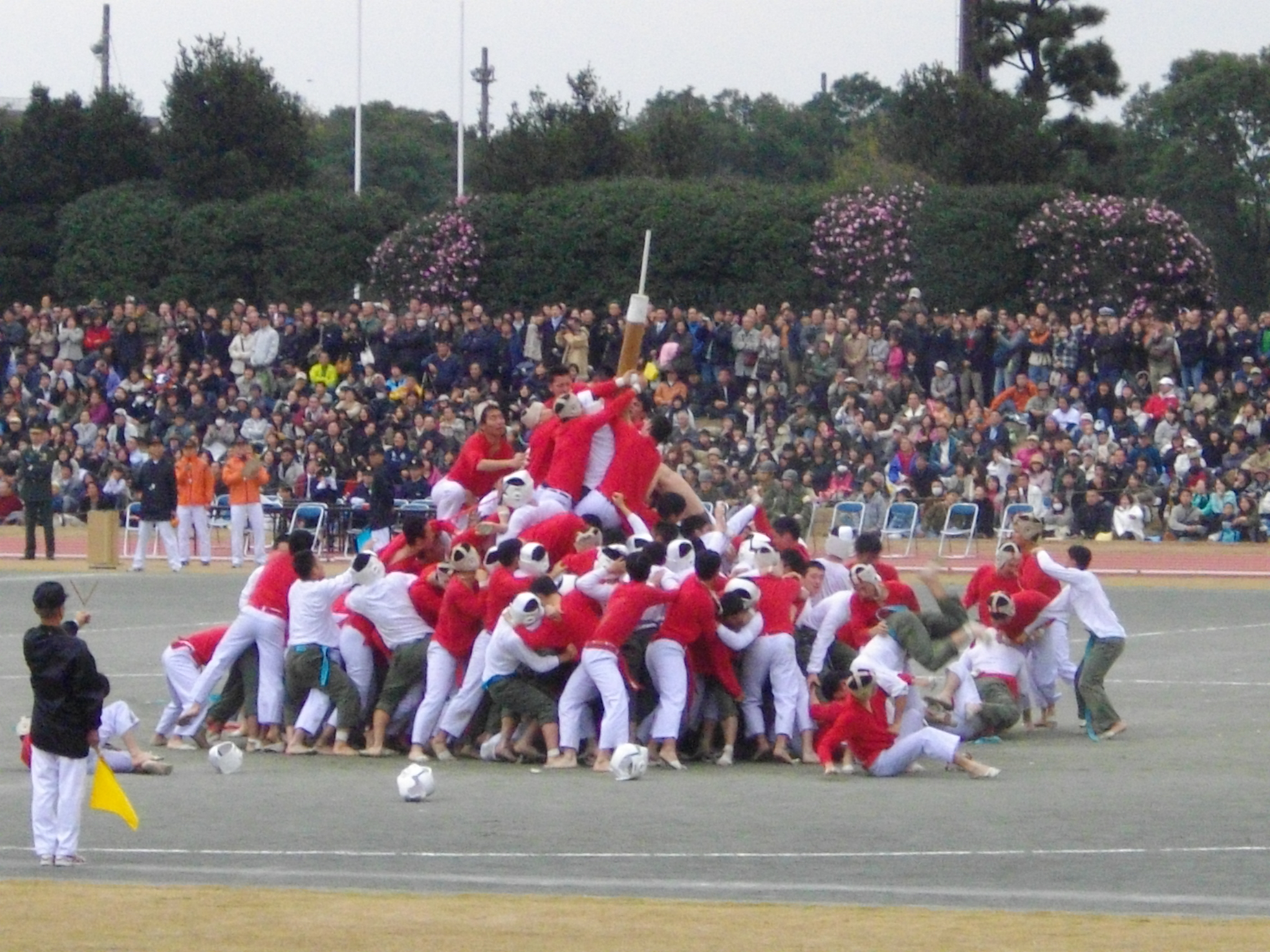
مباراة بو تاوشي.

بو تاوشى هي لعبة تلعب في المدارس اليابانية وتشتهر اللعبة بمشاركة عدد كبير من اللاعبين 150 لكل فريق للسيطرة على عمود واحد كبير كل فريق ينقسم إلى مجموعتين 75 مهاجم و75 مدافع يكون الفريق منتصراً إذا استطاع خفض عمود الفريق الأخر بزاوية 30 قبل أن يصل الفريق الأخر إلى هذا الهدف.قبل تغيير القاعدة في 1973 كانت زاوية النصر 45 درجة.

## القوانين
تستمر المباراة لدقيقتين. 
يخسر الفريق عندما يميل عموده بزاوية 30 درجة.سيشير الحكم إلى ذلك باستخدام العلم، ثم يعلن الفائز. إذا لم يتم إنزال عمود أي فريق خلال وقت المباراة، تظل المباراة غير محسومة وسيتم تكرارها. 
يتكون الفريق من 150 لاعبًا، مقسمين إلى مهاجمين ومدافعين. يرتدي لاعبو الهجوم قمصانًا بلون فريقهم، ويرتدي لاعبو الدفاع قمصانًا بيضاء.
يحظر اللكم والركل والخنق وشد الرؤوس وما شابه ذلك من الخشونة الخطيرة. 
يتم استبعاد الفريق بعد ثلاثة أخطاء